# Francesca Sanna Sulis
Francesca Sanna Sulis (Muravera, 11 giugno 1716 – Quartucciu, 4 febbraio 1810) è stata una stilista e imprenditrice italiana, nota per la sua attività imprenditoriale nel campo dell'abbigliamento e della seta e per aver vestito alcune delle personalità più importanti dell'epoca, come la zarina Caterina II di Russia. Le viene attribuita l’invenzione del cambusciu, una cuffia di seta tipica dell'abbigliamento tradizionale sardo. Durante la sua vita nel comune di Quartucciu fondò un istituto di beneficenza per i poveri; in sua memoria sono stati intitolati la biblioteca comunale di Quartucciu, il museo dell'imprenditoria femminile (MIF) di Muravera. e la biblioteca comunale di Serrenti.

## Biografia
Francesca Sanna Sulis nacque nel 1716 in seno a una delle più importanti famiglie sarde settecentesche e sin dalla tenera età coltivò un interesse per la seta ed il disegno di abiti. Si sposò all'età di diciannove anni con Pietro Sanna Lecca indossando un abito da sposa che disegnò in prima persona, in seguito si trasferì con il marito nella tenuta di Quartucciu, dove iniziò a dedicarsi alla produzione della seta. L'impiego di telai moderni, all'avanguardia per l'epoca, migliorarono la qualità del prodotto, inoltre, il clima mediterraneo della Sardegna era particolarmente propizio per la sua attività in quanto permetteva alle uova deposte dalle falene, dette semenza, di schiudersi in anticipo rispetto alla concorrenza, ottenendone un vantaggio competitivo. Benché il bacino d'utenza della Sulis fosse principalmente circoscritto ai comuni limitrofi, parte dei suoi manufatti giunse sino in Russia. Nella sua vita, oltre alla produzione della seta, si dedicò all'insegnamento delle sue tecniche; per questa ragione dopo la sua morte, sopraggiunta all'età di novantatré anni a Quartucciu, le fu attribuita un'onorificenza nel campo della pubblica istruzione.
Per testamento dispose di lasciare i suoi averi ai poveri tramite la Chiesa, la sua impresa tessile fu cessata mentre le piantagioni di gelso furono sostituite da frutteti; della sua attività non è rimasta traccia.

## Riconoscimenti
- La Città di Muravera le intitolato il Museo dell'imprenditoria Femminile.
- La città di Settimo San Pietro le ha dedicato una via.
- La città di Quartucciu le ha intitolato la biblioteca comunale.
- La città di Serrenti le ha intitolato la biblioteca comunale.
- Il comune di Sestu le ha intitolato la scuola dell'infanzia sita in via Verdi.
- Il comune di Sedriano (MI) le ha intitolato una rotatoria stradale
- La città di Assemini le ha dedicato una via.